# Ozdamicze
Ozdamicze (biał. Аздамічы; ros. Оздамичи) – wieś na Białorusi, w obwodzie brzeskim, w rejonie stolińskim, w sielsowiecie Remel.
Znajduje się tu parafialna cerkiew prawosławna pw. Świętej Trójcy.

## Warunki naturalne
Ozdamicze są położone nad Mostwą i na skraju dużego kompleksu leśno-torfowiskowego Błota Olmańskie, rozciągającego się na południe aż za granicę białorusko-ukraińską.

## Historia
W XIX w. opisywana jako miejscowość odludna. W dwudziestoleciu międzywojennym leżały w Polsce, w województwie poleskim, w powiecie stolińskim, do 1920 w gminie Turów, następnie w gminie Chorsk.
W 1922 stacjonował tu 19 Batalion Celny, a w latach 1922 - 1923 19 Batalion Straży Granicznej.
Po II wojnie światowej w granicach Związku Sowieckiego. Od 1991 w niepodległej Białorusi.